# Districtes de l'Índia

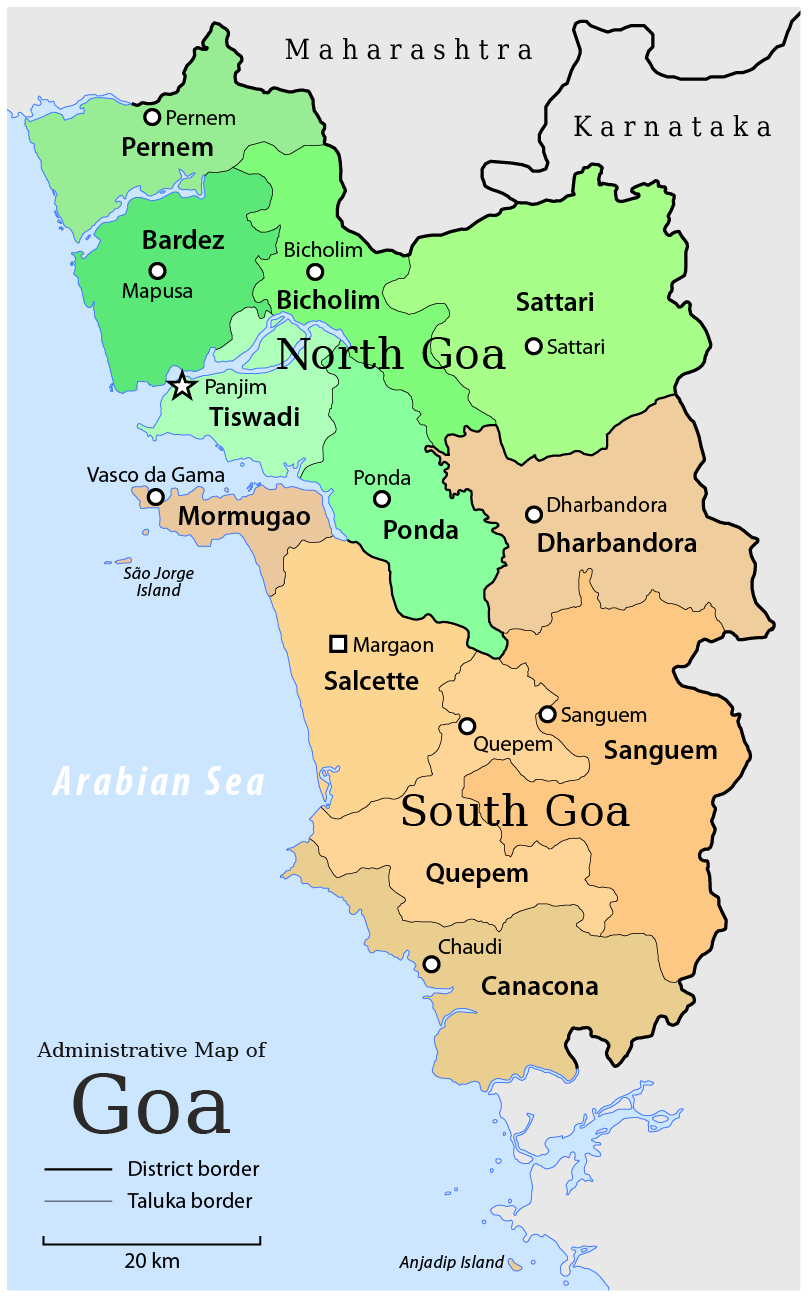
Divisions d'un districte. Goa és un estat dividit en dos districtes. Cada districte es divideix en diversos talukas.

Un districte (Hindi: ज़िला Zilā) és una divisió administrativa d'un estat o territori de l'Índia. Els districtes es divideixen en alguns casos en Sub-Divisions i en altres casos directament en tehsils o talukas.
Els funcionaris del districte són:
- el Subsecretari o Magistrat del Districte, un funcionari del Servei Administratiu de l'Índia, a càrrec de l'Administració pública i la recaptació d'impostos.
- el Superintendent de Policia, un funcionari que pertany al Servei de Policia de l'Índia, responsable del manteniment de la llei i l'ordre.
- el Subdelegat Forestal, un funcionari que pertany al Servei Forestal de l'Índia, s'encarrega de la gestió dels boscos, el medi ambient i la vida salvatge del districte.

Cadascun d'aquests funcionaris és ajudat pels funcionaris de les corresponents branques del govern estatal.
La majoria de districtes tenen una seu pròpia. Mumbai és un exemple de ciutat en la qual, malgrat trobar-se sota un districte, no té un seu del districte, encara que si té recaptador.

## Informació general
| Estats | Estats            | Estats | Estats | Estats             | Estats |
| #      | Estat             | Dist.  | #      | Estat              | Dist.  |
| ------ | ----------------- | ------ | ------ | ------------------ | ------ |
| 1      | Andhra Pradesh    | 23     | 15     | Maharashtra        | 35     |
| 2      | Arunachal Pradesh | 16     | 16     | Manipur            | 9      |
| 3      | Assam             | 27     | 17     | Meghalaya          | 7      |
| 4      | Bihar             | 38     | 18     | Mizoram            | 8      |
| 5      | Chhattisgarh      | 18     | 19     | Nagaland           | 11     |
| 6      | Goa               | 2      | 20     | Orissa             | 30     |
| 7      | Gujarat           | 26     | 21     | Punjab             | 20     |
| 8      | Haryana           | 21     | 22     | Rajasthan          | 33     |
| 9      | Himachal Pradesh  | 12     | 23     | Sikkim             | 4      |
| 10     | Jammu i Caixmir   | 22     | 24     | Tamil Nadu         | 30     |
| 11     | Jharkhand         | 24     | 25     | Tripura            | 4      |
| 12     | Karnataka         | 30     | 26     | Uttar Pradesh      | 71     |
| 13     | Kerala            | 14     | 27     | Uttarakhand        | 13     |
| 14     | Madhya Pradesh    | 50     | 28     | Bengala Occidental | 19     |

| Territoris de la Unió | Territoris de la Unió   | Territoris de la Unió | Territoris de la Unió | Territoris de la Unió | Territoris de la Unió |
| #                     | Territori               | Dist.                 | #                     | Territori             | Dist.                 |
| --------------------- | ----------------------- | --------------------- | --------------------- | --------------------- | --------------------- |
| A                     | Illes Andaman i Nicobar | 3                     | E                     | Lakshadweep           | 1                     |
| B                     | Chandigarh              | 1                     | F                     | Delhi                 | 4                     |
| C                     | Dadra i Nagar Haveli    | 1                     | G                     | Puducherry            | 9                     |
| D                     | Daman i Diu             | 2                     |                       |                       |                       |

| Total: | 626 |
| ------ | --- |

## Nomenament
La majoria de districtes deuen el seu nom als seu centre administratiu. Algunes s'anomenen de dues maneres, per una banda amb el nom tradicional i per altra banda amb el nom de ciutat que és la seu. Atès que la majoria de districtes deuen el seu nom a una ciutat, s'afegeix la paraula "districte" o "Districte" per distingir entre ciutat i districte. En aquest context, les webs oficials sovint fan servir Districte amb D.

## Districtes urbans
- Districte d'Ahmedabad
- Districte de Calcuta
- Chandigarh
- Districte de Mumbai
- Kanpur (ciutat)
- Districte de Pondicherry
- Districte d'Hyderabad

Tingue en compte que Chandigarh és la capital del dos Estats i Territori de la Unió.